# Первая Речка (моторвагонное депо)
Моторвагонное депо Первая Речка (ТЧ-7) (с 2012 года Дальневосточная дирекция моторвагонного подвижного состава) — старейшее локомотивное депо Дальневосточной железной дороги, основано в конце XIX века (Уссурийская железная дорога). Расположено на станции Первая Речка (город Владивосток).
До 1960-х годов занималось ремонтом и обслуживанием паровозов, после электрификации на юге Приморского края перепрофилировано на обслуживание электропоездов.
Первый электропоезд прошёл по маршруту Владивосток — Надеждинская в 1960 году (ЭР9)
В 2000-х годах стал расширяться спектр маршрутов пригородного сообщения. Большое внимание стало уделяться комфортности пассажиров во время движения. Так, в середине 2000-х годов вышли фирменные электропоезда повышенной комфортности «Приморочка» и «Уссурочка», которые эксплуатировались на маршрутах Владивосток — Тихоокеанская и Владивосток — Ружино.
В 2012-м году, в рамках подготовки к проведению саммита АТЭС-2012, совместно с компанией Аэроэкспресс было открыто интермодальное пассажирское сообщение по маршруту Владивосток — Аэропорт (Кневичи). В 2015-м году компания Аэроэкспресс объявила о прекращении своей деятельности во Владивостоке.
В настоящее время все электропоезда перекрашены в корпоративные цвета ОАО «РЖД» и эксплуатируются в соответствии с местным расписанием.
Обслуживает электропоезда, приписанные к локомотивному депо Хабаровск II. В летнее время некоторые первореченские электропоезда «командируются» в Хабаровский край (пик дачных перевозок).

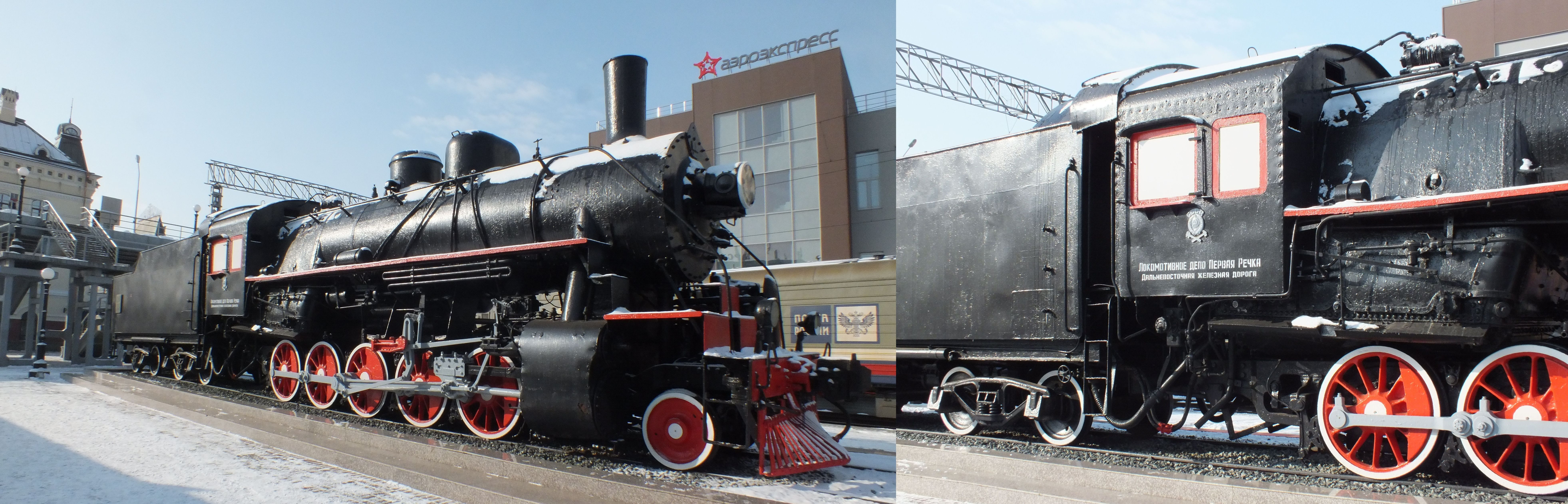
Первореченский паровоз Е^{а}−3306 — памятник трудовому героизму железнодорожников, установлен на вокзале Владивостока

## Эксплуатируемые электропоезда[1]
- ЭД9Т: 0014, 0021
- ЭД9М(К): 0100, 0107, 0128, 0132, 0159, 0180, 0202, 0211, 0213, 0228, 0240, 0254, 0262, 0263, 0266, 0267
- ЭП3Д: 0032, 0033, 0034, 0063, 0065, 0068, 0075, 0076, 0081, 0085, 0086, 0094, 0099, 0101, 0112
- Скорые электропоезда ЭД9МК-0107, ЭД9МК-0100 (Владивосток — Ружино)
- Скорые электропоезда ЭД9М-0263, ЭД9М-0267 (Владивосток — аэропорт Кневичи[2])

## Обслуживаемые участки
- Владивосток — Луговая — мыс Чуркин;
- Владивосток — Угольная — Артём-2 — Смоляниново — Партизанск — Находка;

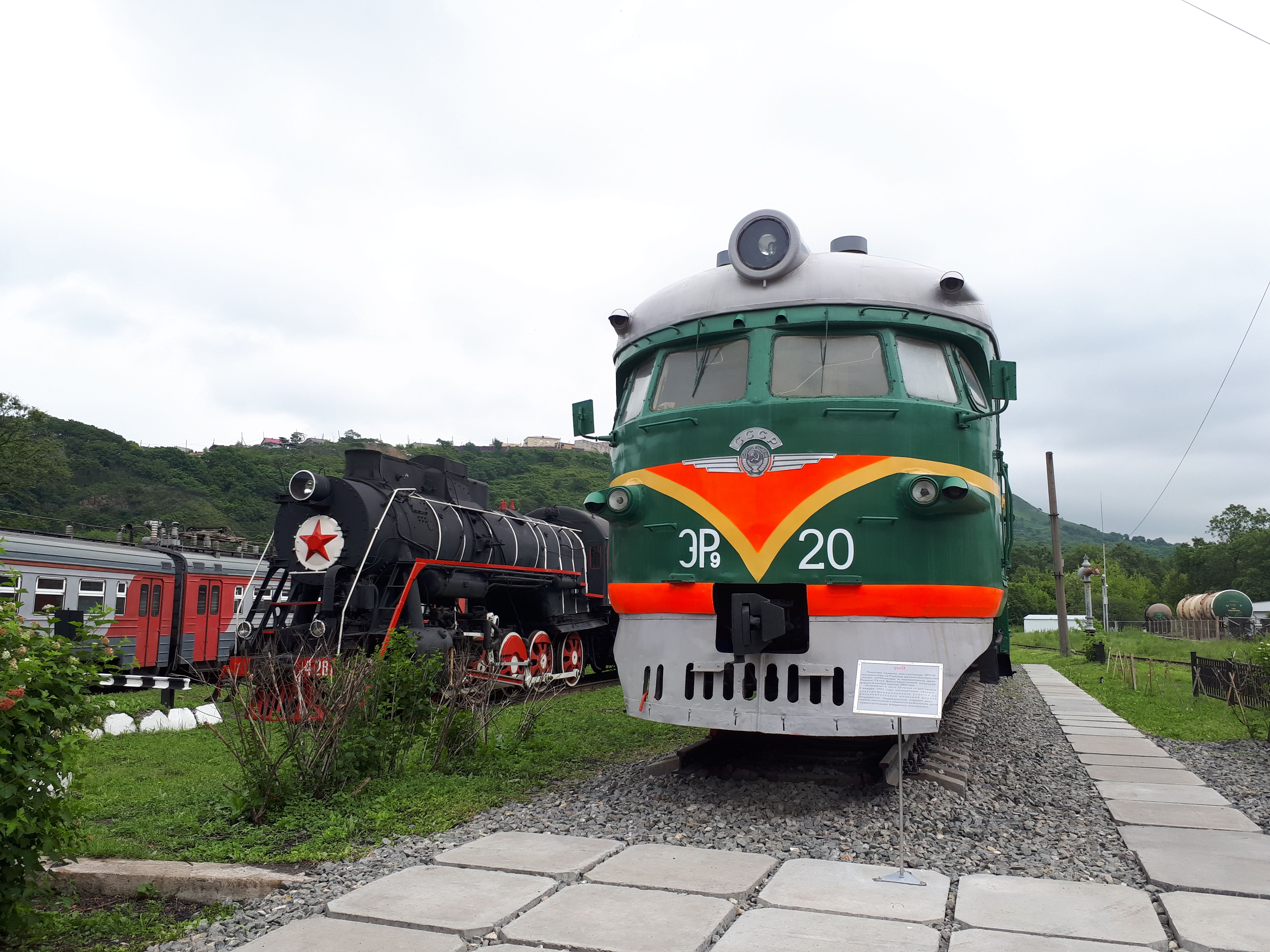
Паровоз Л-4287 и памятник электропоезду ЭР9-20, установленный на территории депо.

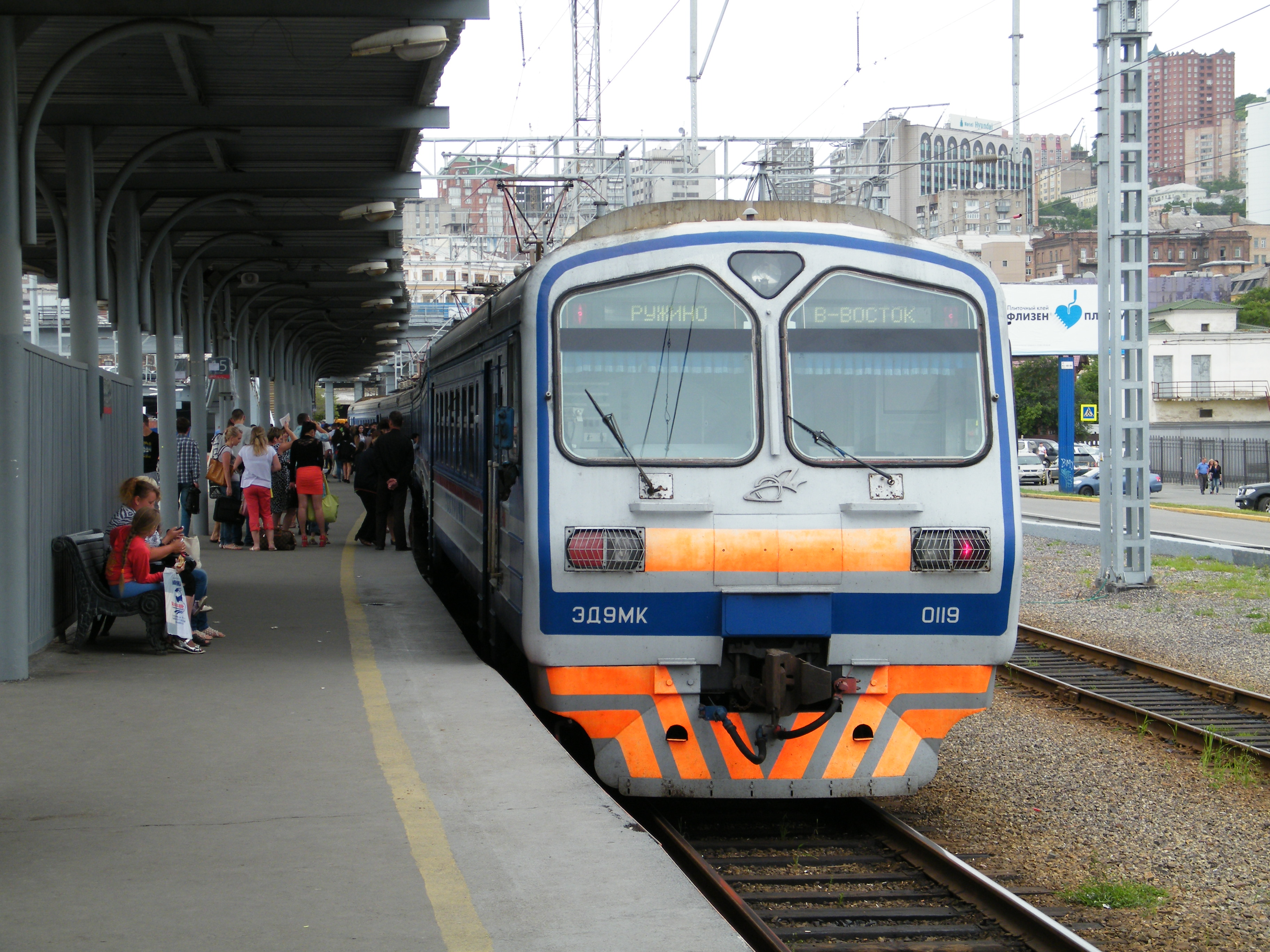
Скорый электропоезд «Уссурочка» (Владивосток — Ружино)

- Владивосток — Угольная — Аэропорт Кневичи;
- Владивосток — Угольная — Надеждинская — Кипарисово — Раздольное — Уссурийск — Сибирцево — Спасск-Дальний — Ружино.

## Люди
Более 50 лет с 1931 по 1986 год, молотобойцем и кузнецом в депо работал Фёдор Изотович Сугатов, Герой Социалистического Труда (1959)
С 1963 по 2002 год, в депо работал Виктор Лаврентьевич Редько, почётный железнодорожник, Кавалер ордена Знак Почёта, начальник депо с 1971 по 1996 год.

## Литература

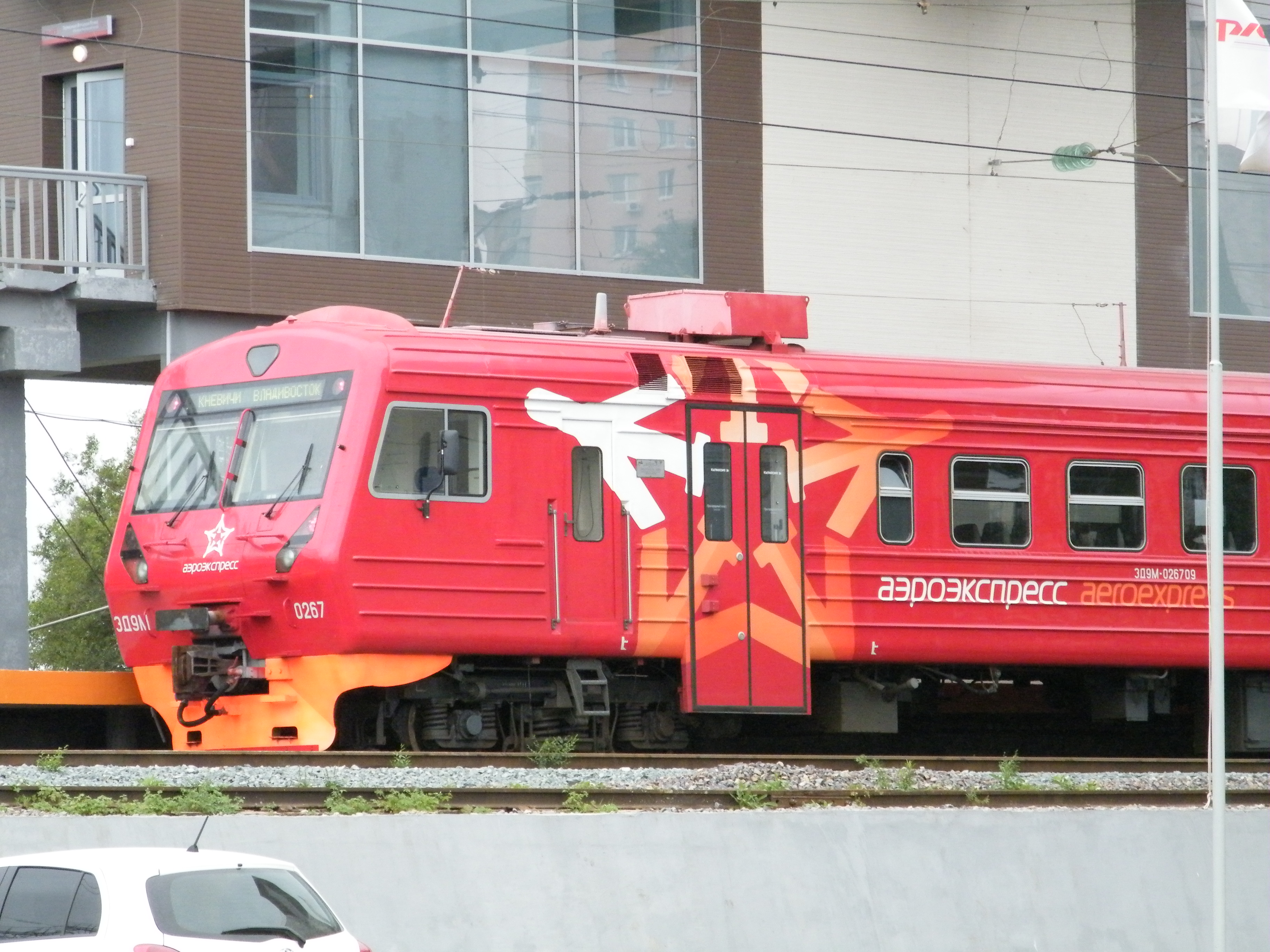
Аэроэкспресс Владивосток—Аэропорт Кневичи